# Raziaszczij (1902)
Raziaszczij (ros. Разящий) – rosyjski niszczyciel z początku XX wieku typu Sokoł.
Wyporność okrętu wynosiła około 250 ton, a jego główne uzbrojenie stanowiło pojedyncze działo kalibru 75 mm wsparte lżejszą artylerią oraz bronią torpedową. Napędzana maszynami parowymi jednostka rozwijała prędkość 27 węzłów, osiągając zasięg 450–660 Mm przy prędkości 13 węzłów.
Budowę rozpoczęto pod nazwą „Drozd” (Дрозд), zmienioną w 1902 roku na „Raziaszczij”. Okręt został zwodowany 10 grudnia 1902 roku w Port Artur, a do służby w Marynarce Wojennej Imperium Rosyjskiego wszedł we wrześniu 1903 roku, w składzie Eskadry Oceanu Spokojnego. Brał udział w wojnie rosyjsko-japońskiej, podczas której został 24 sierpnia 1904 roku uszkodzony na minie, a następnie samozatopiony w styczniu 1905 roku w Port Artur, by uniknąć przejęcia przez Japończyków.

## Projekt i budowa
„Raziaszczij” był jednym z 27 niszczycieli typu Sokoł, spośród których 26 wykonanych zostało przez rosyjski przemysł okrętowy na wzór zbudowanego w Wielkiej Brytanii w 1895 roku „Sokoła”. Prototypowy „Sokoł” był jednym z pierwszych i najnowocześniejszych niszczycieli na świecie, lecz na skutek szybkiego rozwoju tej klasy okrętów na przełomie wieków oraz opóźnienia z budową serii, okręty seryjne w chwili wejścia do służby były już przestarzałe, mniejsze i słabiej uzbrojone od nowych niszczycieli. Formalnie początkowo klasyfikowane były w Rosji jako torpedowce, przed wyodrębnieniem w 1907 roku klasy niszczycieli (dosłownie: torpedowców eskadrowych, ros. eskadriennyj minonosiec), aczkolwiek faktycznie od początku nazywane były niszczycielami.
Zamówienie na budowę okrętu, który początkowo miał nosić nazwę „Drozd” (ros. Дрозд, pol. drozd), złożono 7?/19 lipca 1897 roku w państwowych Zakładach Iżorskich w Kołpinie. Miał być on jednym z trzech zbudowanych tam niszczycieli, przeznaczonych do wysłania w stanie rozmontowanym na Daleki Wschód. Budowę prowadzoną pod numerem 22 ukończono w 1899 roku, po czym wszystkie trzy okręty w częściach 9/22 marca 1900 roku dostarczono statkiem do rosyjskiej bazy w Chinach Port Artur, gdzie dopiero organizowano stocznię. Do budowy przystąpiono tam z dużym opóźnieniem, przy czym okazało się, że znaki ułatwiające montaż szkieletu niszczycieli Zakładów Iżorskich są niewidoczne i znaczną część robót trzeba wykonać na nowo. W efekcie, jako pierwsze ukończono tam analogiczne niszczyciele produkcji Zakładów Newskich.
Stępkę pod budowę „Drozda” położono w Port Artur 12/25 lutego 1902 roku, jako pierwszego spośród niszczycieli Zakładów Iżorskich. Już jednak 9/22 marca 1902 roku niszczyciel przemianowano na „Raziaszczij” (ros. Разящий, pol. rażący), w związku ze zmianą schematu nazewnictwa niszczycieli i rezygnacją z nazw ptaków i zwierząt. Okręt został zwodowany 27 listopada?/10 grudnia 1902 roku, a 20 maja 1903 roku ukończył próby morskie. Niszczyciel został formalnie odebrany przez skarb cesarski 30 września?/13 października 1903 roku.

## Dane taktyczno-techniczne
Okręt był czterokominowym niszczycielem z taranowym dziobem. Długość całkowita wykonanego ze stali niklowej kadłuba wynosiła 57,91 metra, szerokość 5,64 metra i zanurzenie 2,29 metra. Wyporność normalna wynosiła 240 ton, a pełna 258 ton. Okręt napędzany był przez dwie maszyny parowe potrójnego rozprężania o mocy 3800 KM, poruszające dwie śruby, do których parę dostarczały cztery kotły Yarrow . „Raziaszczij” rozwinął podczas prób maksymalną prędkość średnią 27 węzłów. Pełny zapas węgla wynosił 60 ton. Zapewniał on zasięg wynoszący od 450 do 660 Mm przy prędkości 13 węzłów .
Główne uzbrojenie artyleryjskie stanowiło pojedyncze działo kalibru 75 mm Canet o długości 50 kalibrów (L/50), umieszczone na platformie nad pomostem bojowym, strzelające pociskami o masie 4,9 kg, z zapasem 160 pocisków przeciwpancernych. Uzbrojenie uzupełniały trzy pojedyncze działa kalibru 47 mm Hotchkiss M1885 L/40 (dwa umieszczone na burtach za pomostem bojowym i jedno na samej rufie). Strzelały pociskami o masie 1,5 kg, a zapas amunicji wynosił 800 sztuk. Okręt wyposażony był w dwie pojedyncze obrotowe wyrzutnie torped kalibru 381 mm, umieszczone w osi podłużnej na pokładzie na rufie, z zapasem sześciu torped. Torpeda Whiteheada typu L wzór 1898 miała długość 5,18 metra i masę 430 kg (w tym głowica bojowa 64 kg), a jej zasięg wynosił 600 metrów przy prędkości 29–30 węzłów i 900 metrów przy 25 węzłach .
Załoga okrętu liczyła etatowo w marynarce rosyjskiej 52–53 osoby, w tym czterech oficerów.

## Służba
Początkowo „Raziaszczij” wchodził w skład Flotylli Syberyjskiej, bazującej w Port Artur, która po wybuchu wojny rosyjsko-japońskiej weszła w skład I Eskadry Oceanu Spokojnego. Był przydzielony do 2. oddziału niszczycieli, grupującego okręty typu Sokoł. Po wybuchu wojny niszczyciele rosyjskie (w tym „Raziaszczij”) wzięły udział w dziennej bitwie morskiej pod Port Artur 27 stycznia?/9 lutego 1904 roku, ale nie zostały ostatecznie użyte do ataku torpedowego, mimo takiego zamiaru, ani nie uczestniczyły w walce artyleryjskiej. „Raziaszczij” był następnie intensywnie wykorzystywany w obronie Port Artur, aczkolwiek bez spektakularnych wydarzeń w karierze okrętu. W ciągu pierwszego miesiąca wojny, do końca lutego (starego stylu) wychodził bojowo w morze 12 razy i siedem razy patrolował nocami na redzie. M.in. 10 lutego?/23 lutego „Raziaszczij” wraz z „Rastoropnym” wyszły w rejs rozpoznawczy do Zatoki Gołębiej (chiń. Jiuwan), powracając rankiem dnia następnego. W kolejnym miesiącu tylko raz wyszedł w morze 5/18 marca i patrolował w nocy na 8/21 marca.
Ponownie „Raziaszczij” dwa razy wychodził w morze i raz patrolował na redzie między 27 a 31 maja (starego stylu). 1/14 czerwca brał udział w ostrzale wybrzeża (z niszczycielami „Sierdityj”, „Rastoropnyj” i „Skoryj”). 5 czerwca?/18 czerwca krążownik „Nowik” wraz z kanonierkami „Otważnyj” i „Griemiaszczij” w eskorcie dziewięciu niszczycieli (w tym „Raziaszczego”) udały się do Zatoki Melanhe w celu ostrzału japońskich wojsk lądowych, ścierając się z japońskimi niszczycielami z 1. i 3 dywizjonu i torpedowcami z 10 i 14 dywizjonu. W czerwcu (starego stylu) ogółem wychodził w morze aż 13 razy, a 11 razy wykorzystywany był do nocnego patrolowania na redzie lub w zatoce Tahe, zaś w lipcu wychodził w morze 11 razy i trzy noce patrolował. Kilkakrotnie w tym czasie wykorzystywany był do trałowania min. 18 lipca?/31 lipca „Raziaszczij”, „Rieszytielnyj” i „Storożewoj” zostały wysłane do Zatoki Dziesięciu Okrętów w celu ostrzelania japońskich żołnierzy atakujących Góry Wilcze, jednak zostały przepędzone przez okręty 5 dywizjonu niszczycieli i 10 dywizjonu torpedowców. 23 lipca?/5 sierpnia „Raziaszczij”, „Storożewoj”, „Bojkij”, „Biesszumnyj” i „Burnyj” wyszły z Port Artur z zadaniem postawienia próbnej zagrody minowej, eskortowane przez dziewięć innych niszczycieli; tuż po godzinie 4:00 na redzie zewnętrznej rosyjski zespół natknął się na patrolujące japońskie niszczyciele „Akebono”, „Oboro” i „Ikazuchi”, w wyniku czego – mimo przewagi liczebnej Rosjan – postawiono tylko osiem min. 5?/18 sierpnia „Raziaszczij” wraz z sześcioma innymi niszczycielami wyszedł do Zatoki Gołębiej na spotkanie transportującego żywność francuskiego statku SS „Georges”, eskortując go w drodze do Port Artur. W nocy z 7 na 8?/21 sierpnia, podczas pierwszego szturmu portarturskiej twierdzy przez Japończyków, dowodzony przez kmdra por. Eugeniusza Jelisiejewa zespół niszczycieli („Raziaszczij”, „Wynosliwyj”, „Włastnyj”, „Bojkij”, „Silnyj” i „Skoryj”) został wysłany w rejon gór Laotieshan na wieść o japońskim desancie. 10 sierpnia?/23 sierpnia „Raziaszczij” wszedł w skład zespołu okrętów rosyjskich (pancernik „Siewastopol” i osiem innych niszczycieli), który w Zatoce Tahe dokonał ostrzału japońskich baterii dział kalibru 76 mm i starł się z krążownikami pancernymi „Kasuga” i „Nisshin”.
11?/24 sierpnia 1904 roku, podczas trałowania zewnętrznej redy Port Artur i rozstrzeliwania zerwanych min japońskich, „Raziaszczij” sam wszedł na minę, która wybuchła w rejonie śródokręcia. Uszkodzony okręt utrzymał się na wodzie. Zginęło trzech marynarzy, a rany odniosło 12, w tym dowódca kpt. mar. Władimir Tyrkow. Na pomoc podeszły niszczyciele „Wynosliwyj” i „Rastoropnyj”, ale pierwszy z nich sam wszedł na minę i zatonął, natomiast „Rastoropnyj” zdołał odholować „Raziaszczego” do przystani Port Artur. Odstąpiono jednak od remontu, gdyż uszkodzenia były zbyt poważne, żeby je naprawić w warunkach oblężenia. Okręt został samozatopiony poprzez odpalenie głowic torped w nocy na 20 grudnia 1904?/2 stycznia 1905 roku w Port Artur, by uniknąć przejęcia przez Japończyków. Po zajęciu twierdzy zdobywcy przeprowadzili inspekcję wraku, nie kwalifikując go do podniesienia z dna i remontu, ze względu na naruszenie konstrukcji jednostki przez eksplozję miny.

### Dowódcy
| Imię i nazwisko              | od              | do                | źródło |
| kmdr por. Pawieł Simonow     | 1 września 1903 | 7 lutego 1904     | [ 36 ] |
| kpt. mar. Władimir Kolubakin | 7 lutego 1904   | 18 marca 1904     | [ 37 ] |
| kpt. mar. Władimir Tyrkow    | 18 marca 1904   | 7 września 1904   | [ 38 ] |
| kpt. mar. Aleksandr Smirnow  | 7 września 1904 | 14 listopada 1904 | [ 39 ] |

Oryginalne nazwy stopni: lejtienant (kapitan marynarki), kapitan 2-go ranga (komandor porucznik)